# Marienborn (Moguncja)
Marienborn, Mainz-Marienborn – okręg administracyjny Moguncji, w Niemczech, w kraju związkowym Nadrenia-Palatynat. W czerwcu 2024 roku okręg zamieszkiwało 4499 osób.